# Randerather Ölmühle
Die Randerather Ölmühle war eine Wassermühle mit einem unterschlächtigen Wasserrad an der Wurm in der Stadt Heinsberg im nordrhein-westfälischen Kreis Heinsberg im Regierungsbezirk Köln.

## Geographie
Die Randerather Ölmühle hatte ihren Standort an der rechten Seite der Wurm, an der Buschstraße 12 im Heinsberger Stadtteil Randerath. Das Grundstück, auf dem das Mühlengebäude stand, hat eine Höhe von ca. 53 m über NN. Die Mühle stand in direkter Nachbarschaft mit der Bommers Mühle. Oberhalb stand die Müllendorfer Mühle, unterhalb stand seit 1799 die Porselener Mühle.

## Gewässer
Die Wurm versorgte auf einer Flusslänge von 53 km zahlreiche Mühlen mit Wasser. Die Quelle der Wurm liegt südlich von Aachen bei 265 m über NN, die Mündung in die Rur ist bei der Ortschaft Kempen in der Stadt Heinsberg bei 32 m über NN. 

## Geschichte
Im einstigen jülich’schen Städtchen Randerath gab es vier Mühlen. Zwei Mühlen, die Lambertz Mühle und die Brünkers Mühle, standen an der Jungen Wurm, die Randerather Ölmühle und die Bommers Mühle standen an der Alten Wurm vor dem Stadttor. Die Randerather Ölmühle, die auch einen Mahlgang hatte, wurde in der ersten bekannten Nachricht in einem herzoglicher Erbpachtbrief 1503 erwähnt. Erbpächter der Olichsmoele vur unser Stat wurde der Amptman zu Randeroide. 1794 wurde die Mühle von den Revolutionstruppen Frankreichs konfisziert und später an einen Privatmann verkauft. 1875 wurde die Ölmühle wegen billiger Öleinfuhr geschlossen. Der Mahlbetrieb wurde auf eine Dampfmaschine umgestellt. Die Mahlmühle wurde nun auch Dampfmühle Nellen oder auch Heffels-Mühle nach ihren Eigentümern benannt. 1930 wurde die Mühle geschlossen. Im Zweiten Weltkrieg wurden der Mühlenhof und die Mühle zerstört. Der Stall entlang der Wurm blieb erhalten.

## Galerie

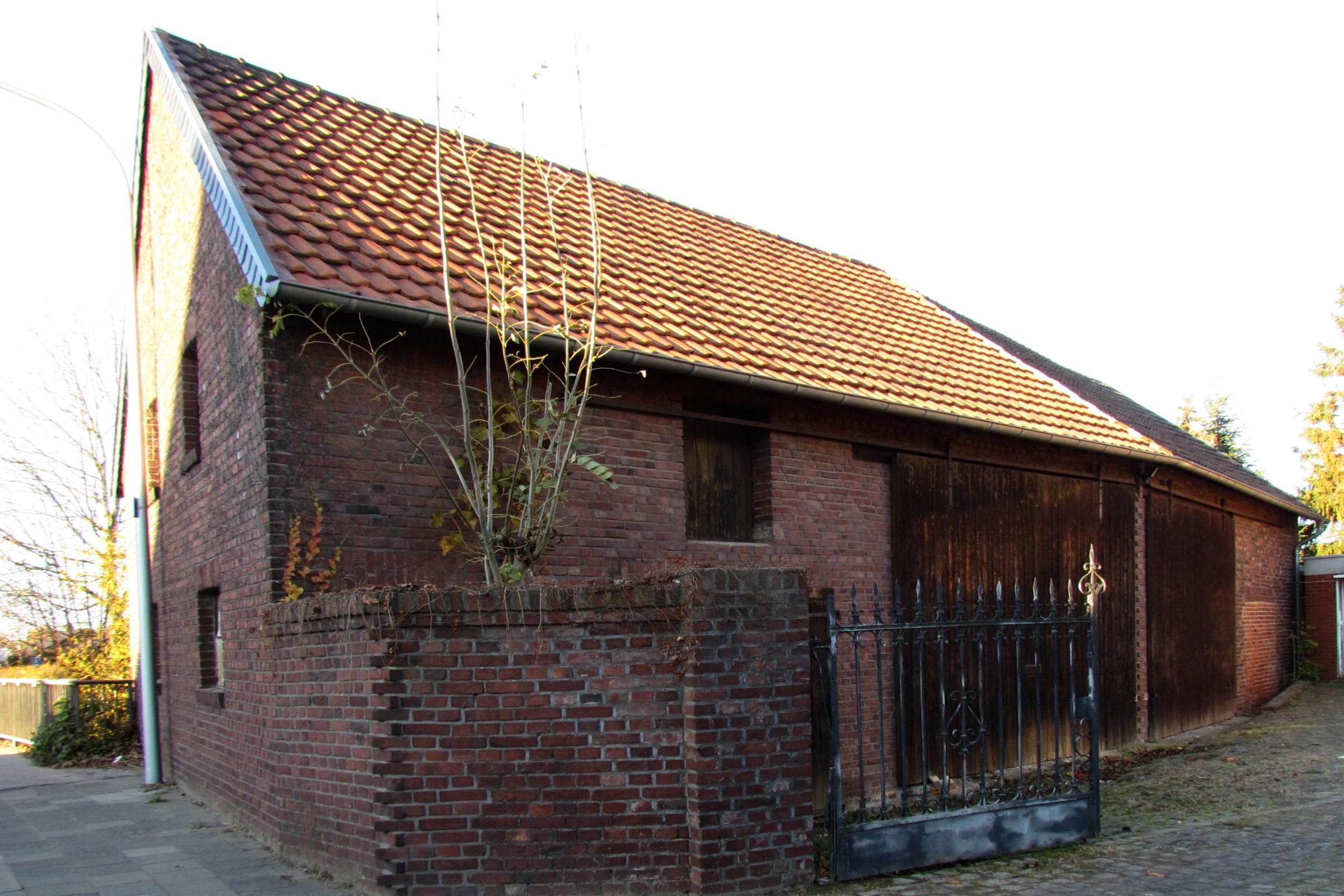
Erhaltene Wirtschaftsgebäude der Randerather Ölmühle
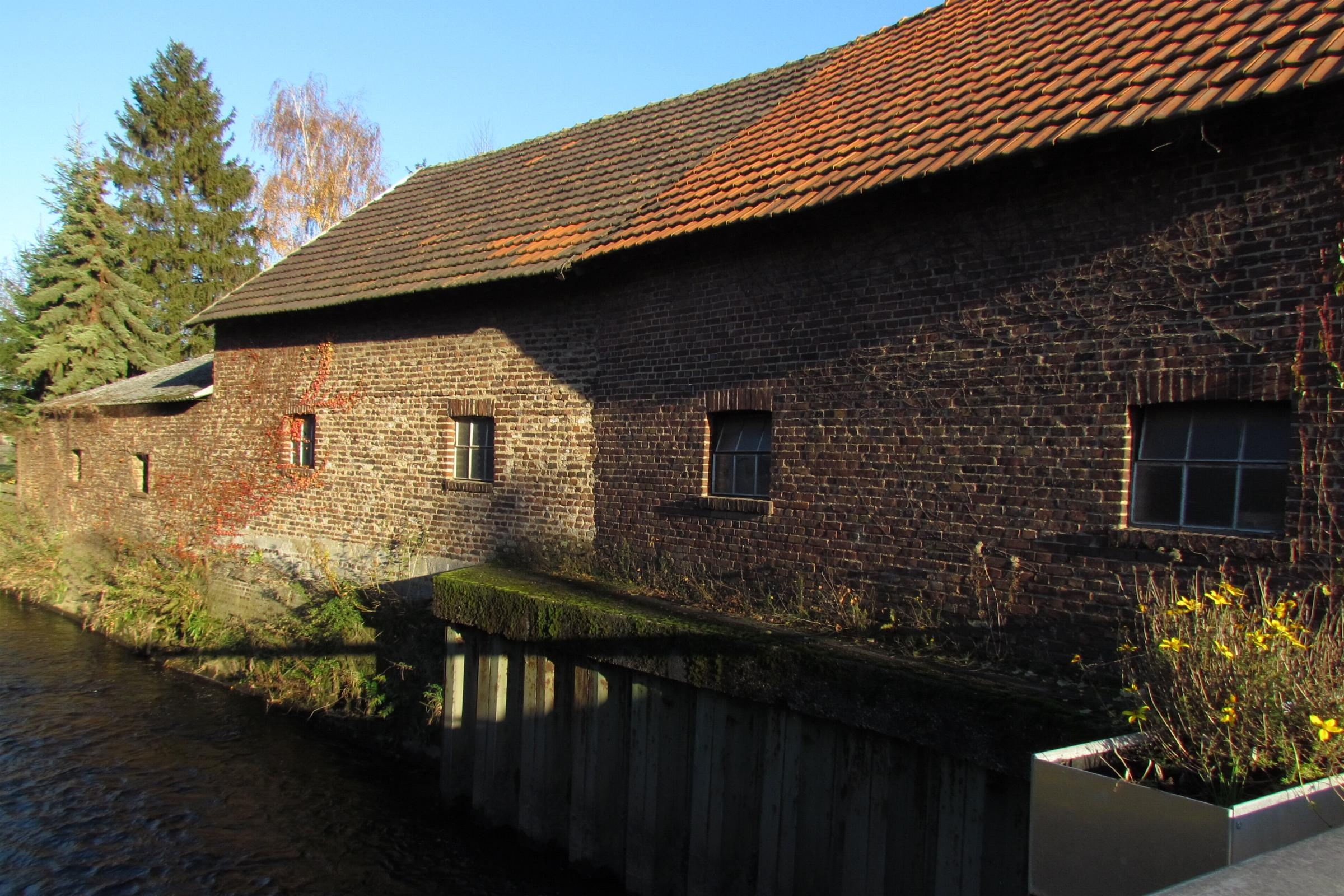
Gebäude der Randerather Ölmühle an der Wurm
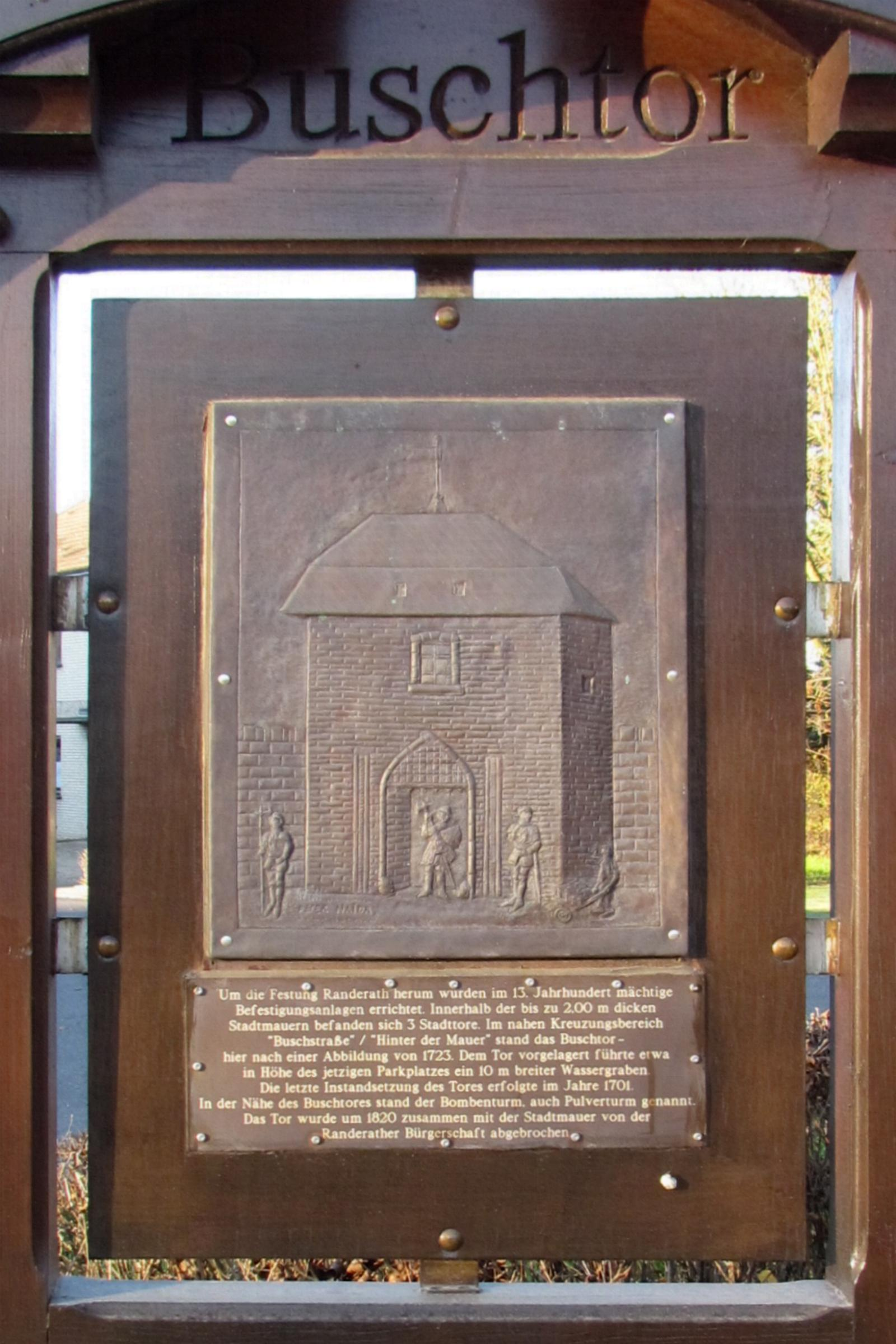
Die Mühle stand einst in der Nähe vom Buschtor (Stadttor)
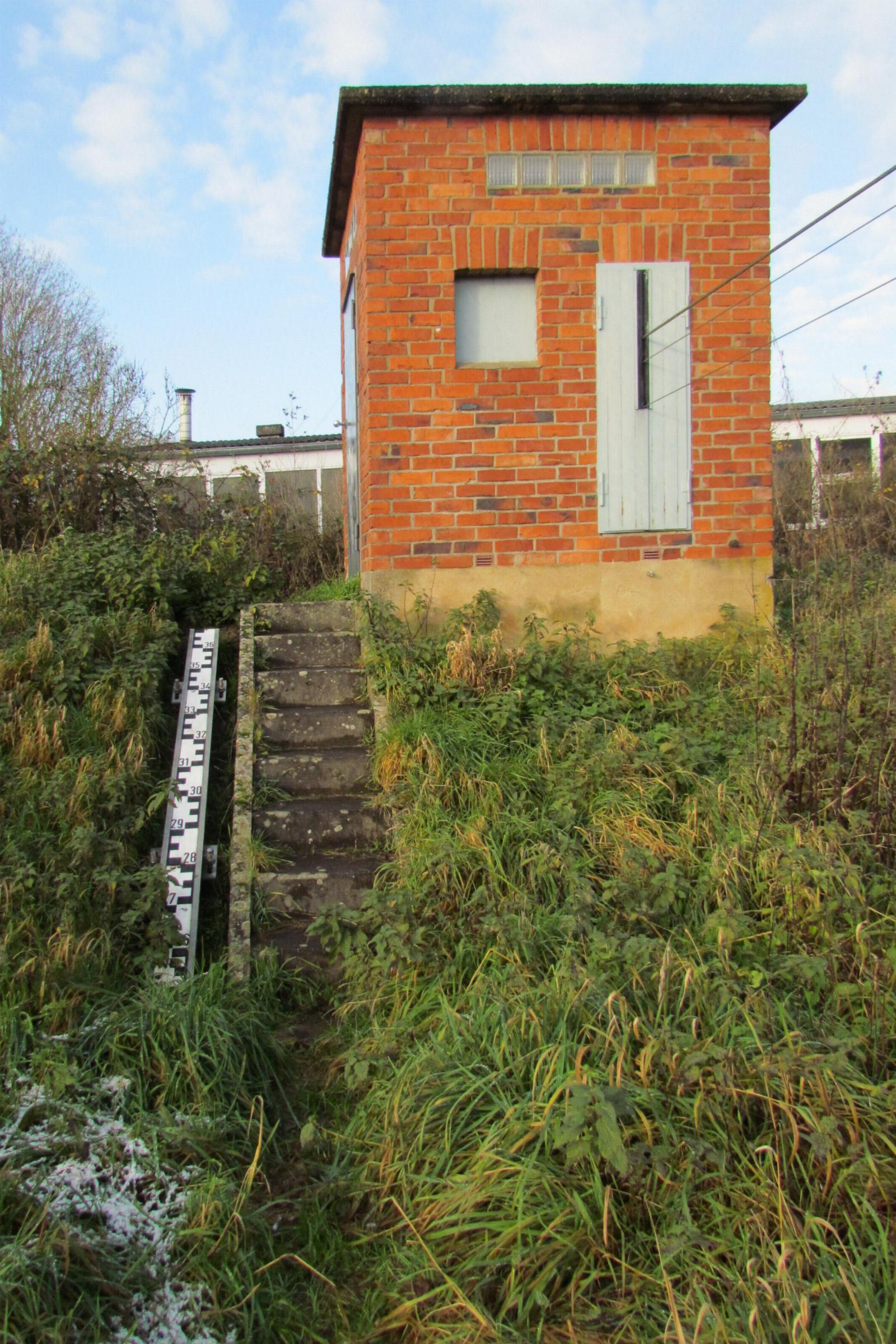
Pegelmessstand in der Nähe der Randerather Ölmühle
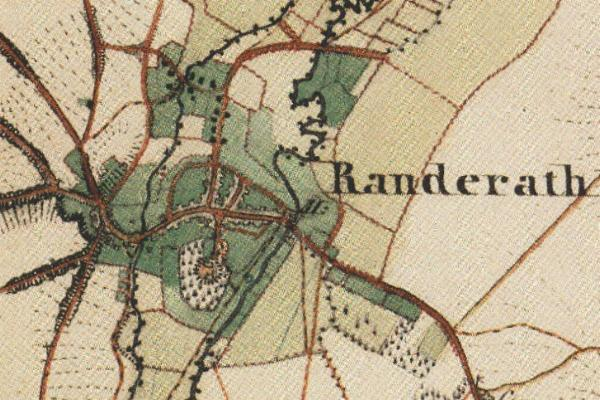
Randerath mit Mühlensymbol auf der Uraufnahme von 1846
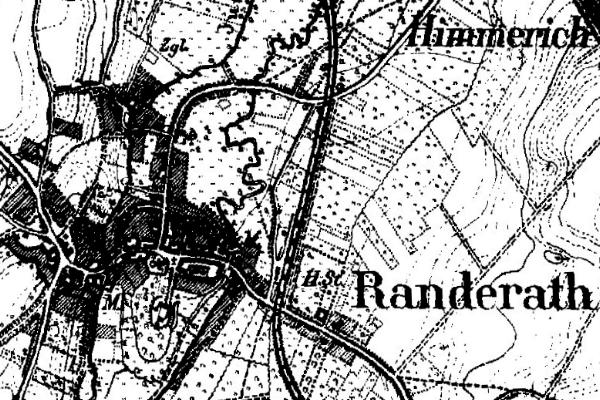
Randerath mit Mühlensymbol auf der Neuaufnahme von 1892
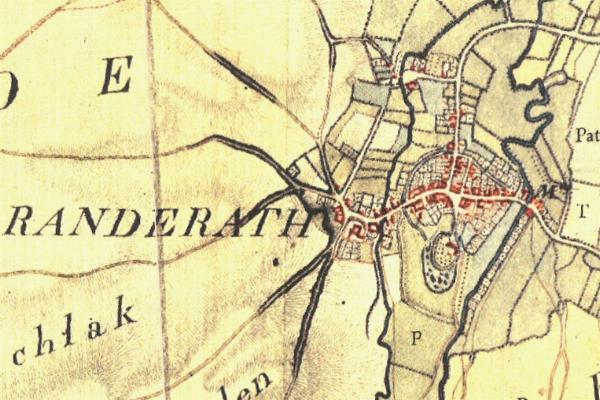
Randerath mit Mühlensymbol auf der Tranchotkarte 1805/1807

→ Siehe auch Liste der Mühlen an der Wurm